# Karin Frohner
Karin Frohner (* 29. Mai 1943) ist eine ehemalige österreichische Eiskunstläuferin, die im Einzellauf startete.
Frohner gewann bei der Europameisterschaft 1962 in Genf die Bronzemedaille hinter der Niederländerin Sjoukje Dijkstra und ihrer Landsfrau Regine Heitzer. Bei Weltmeisterschaften war ihr bestes Ergebnis der achte Platz, den sie 1960 und 1962 erreichte. Bei ihrer einzigen Teilnahme an Olympischen Spielen belegte sie 1960 den neunten Platz.

## Ergebnisse
| Wettbewerb / Jahr       | 1958 | 1959 | 1960 | 1961 | 1962 |
| ----------------------- | ---- | ---- | ---- | ---- | ---- |
| Olympische Winterspiele |      |      | 9.   |      |      |
| Weltmeisterschaften     | 11.  |      | 8.   |      | 8.   |
| Europameisterschaften   | 7.   |      | 4.   | 4.   | 3.   |